# ハワード・シモンズ・ジュニア

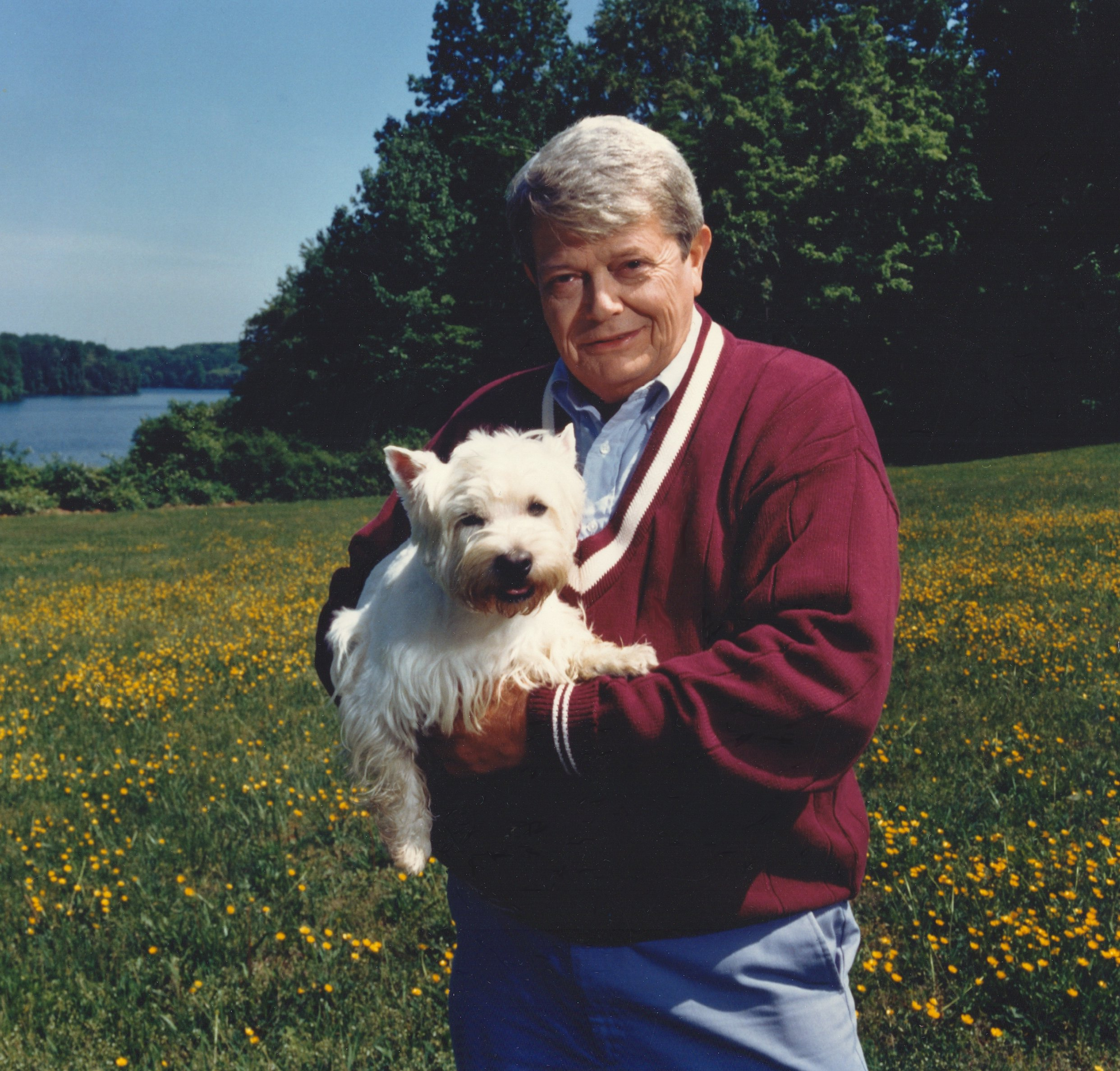
ハワード・シモンズ・ジュニア（1993年）

ハワード・シモンズ・ジュニア（Howard Ensign Simmons, Jr.、1929年6月17日 - 1997年4月26日）は、アメリカ合衆国の化学者。
バージニア州ノーフォーク出身。マサチューセッツ工科大学を卒業し、デュポン中央研究所で研究を行った。1992年にアメリカ国家科学賞、1994年にプリーストリー賞を受賞している。
1958年にロナルド・スミスとともに、アルケンをシクロプロパン化するシモンズ・スミス反応を発見したことで知られている。